# Tetraserica
Tetraserica (лат.) — род пластинчатоусых жуков из подсемейства хрущей (Scarabaeidae). Около 160 видов.

## Распространение
Встречаются, в основном в Ориентальной области (Юго-Восточная и Южная Азия).

## Описание
Пластинчатоусые жуки мелкого и среднего размера (6—12 мм). Тело тёмно-коричневое до красновато-коричневого, одноцветное. Передние голени с 2 зубцами. Гипомерон без поперечного базовентрального киля. Дорсальный край задней голени резко зазубрен.
Лаброклипеус субтрапециевидный, шире своей длины, шире всего в своём основании, боковые поля умеренно выпуклые и сходятся к сильно закруглённым передним углам, передний край слабо синуирован медиально; поверхность слабо выпуклая, умеренно блестящая, мелко и густо пунктирована; фронтоклипеальный шов нечёткий, плоский и слабо изогнут медиально; глазной кант короткий и треугольный, с одной конечной сетой. Фронс тусклый, с редкой, мелкой пунктировкой, с одним прямым волоском возле каждого глаза. Антенны желтоватые, с десятью антенномерами; булава состоит из четырёх антенномеров у самца, прямая, редко длиннее остальных антенномеров вместе взятых более чем в 1,5 раза; булава у самки состоит из трёх антенномеров, такой же длины, как остальные антенномеры вместе взятые. Меетум приподнят и слегка уплощён спереди.
Переднеспинка умеренно широкая и сильно выпуклая, боковые края равномерно выпуклые, более сильно сужены кпереди к острым и слабо выраженным передним углам. Передний край переднеспинки слабо выпуклый, с тонкой полной маргинальной линией. Задние углы тупые или сильно закруглённые. Поверхность мелко и густо пунктирована, за исключением мельчайших волосков, голая, боковые и переднебоковые края редко волосистые. Гипомерон не окаймлён. Щитик треугольный, мелко и густо пунктирован.
Надкрылья продолговатые, шире середины, бороздки отчётливо вдавлены, мелко и умеренно густо пунктированы, промежутки отчётливо выпуклые, с грубой и плотной пунктировкой, сконцентрированной вдоль полос, с очень мелкими волосками в пунктурах; эпиплевральный край крепкий, заканчивается на слабо изогнутом и слегка тупом внешнем апикальном угле надкрылий, эпиплевры густо в пучках, апикальный край с широкой бахромой из микротрихом.
Брюшная поверхность слабо блестящая, мелко и густо пунктирована, метастернум редко покрыт тонкими, короткими или очень мелкими волосками, метакокса голая, с несколькими одиночными волосками латерально; стерниты брюшка мелко и густо пунктированы, с поперечным рядом грубых точек, каждая из которых несёт крепкую волоску. Мезостернум между средними тазиками такой же ширины, как средние голени. Пигидий слабо выпуклый и тусклый, густо пунктированный, без плавной срединной линии, почти голый, но с несколькими длинными волосками по вершинному краю; пигидий без выраженного полового диморфизма.
Ноги умеренно широкие; бёдра мелко и редко пунктированы; задние бёдра широкие и умеренно блестящие или тусклые, передний край острый, задний край гладкий вентрально и слабо расширен в апикальной половине, задний край гладкий дорсально, с несколькими короткими волосками базально. Задний край задних бёдер в целом прямой или слегка выпуклый. Задние голени от умеренно широких до широких и умеренно длинных, наиболее широкие на половине длины метатибиев, дорсальный край резко окаймлён, с двумя группами шипиков; боковая поверхность мелко и редко пунктирована; вентральный край мелко зазубрен, с четырьмя крепкими равноудалёнными волосками, медиальная поверхность гладкая, вершина внутри около тарзального сочленения с неглубокой синуацией. Лапки с тонкими, очень густыми волосками вентрально на дистальной половине, ни латерально, ни дорсально не зазубрены, дорсально гладкие; метатарсомеры с сильно зазубренным гребнем вентрально и голые; первый метатарсомер немного короче двух последующих вместе взятых, на одну треть длины длиннее дорсального большеберцового хребта. Передние голени короткие, двузубые; передние коготки симметричные, базальный зубец обоих коготков тупо усечён на вершине.

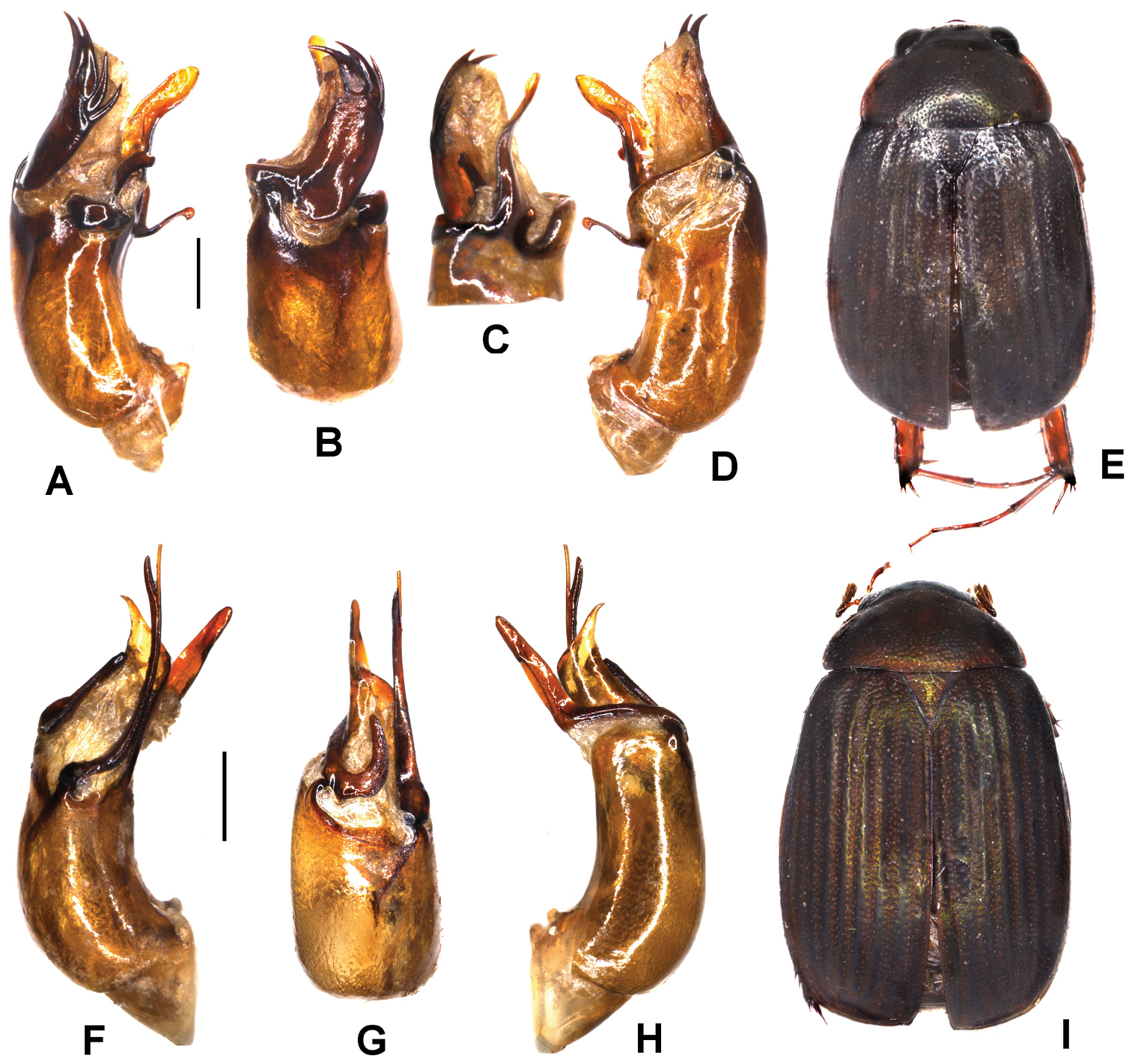
Tetraserica kollae, T. jakli
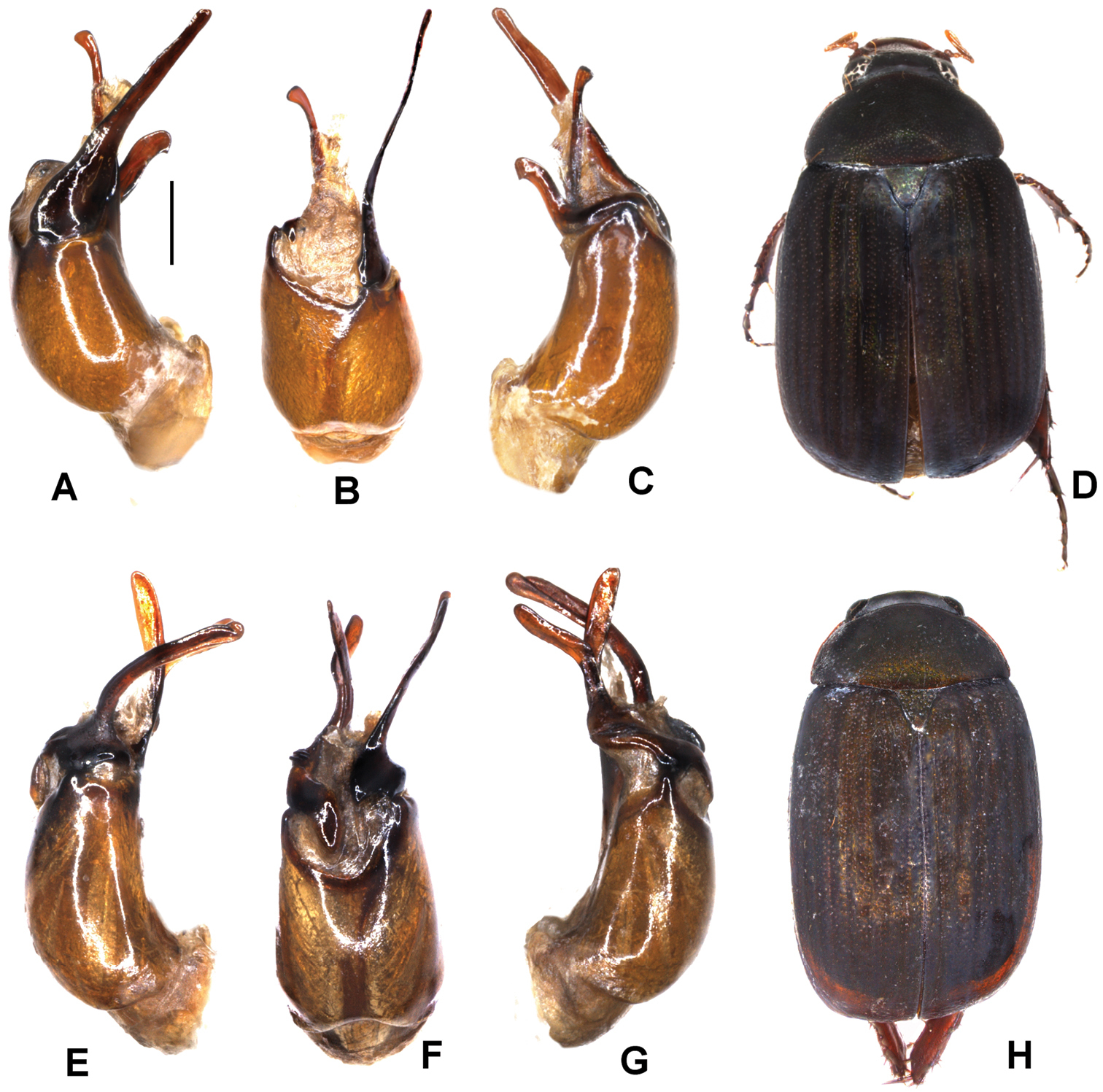
T. cattienensis, T. multiangulata
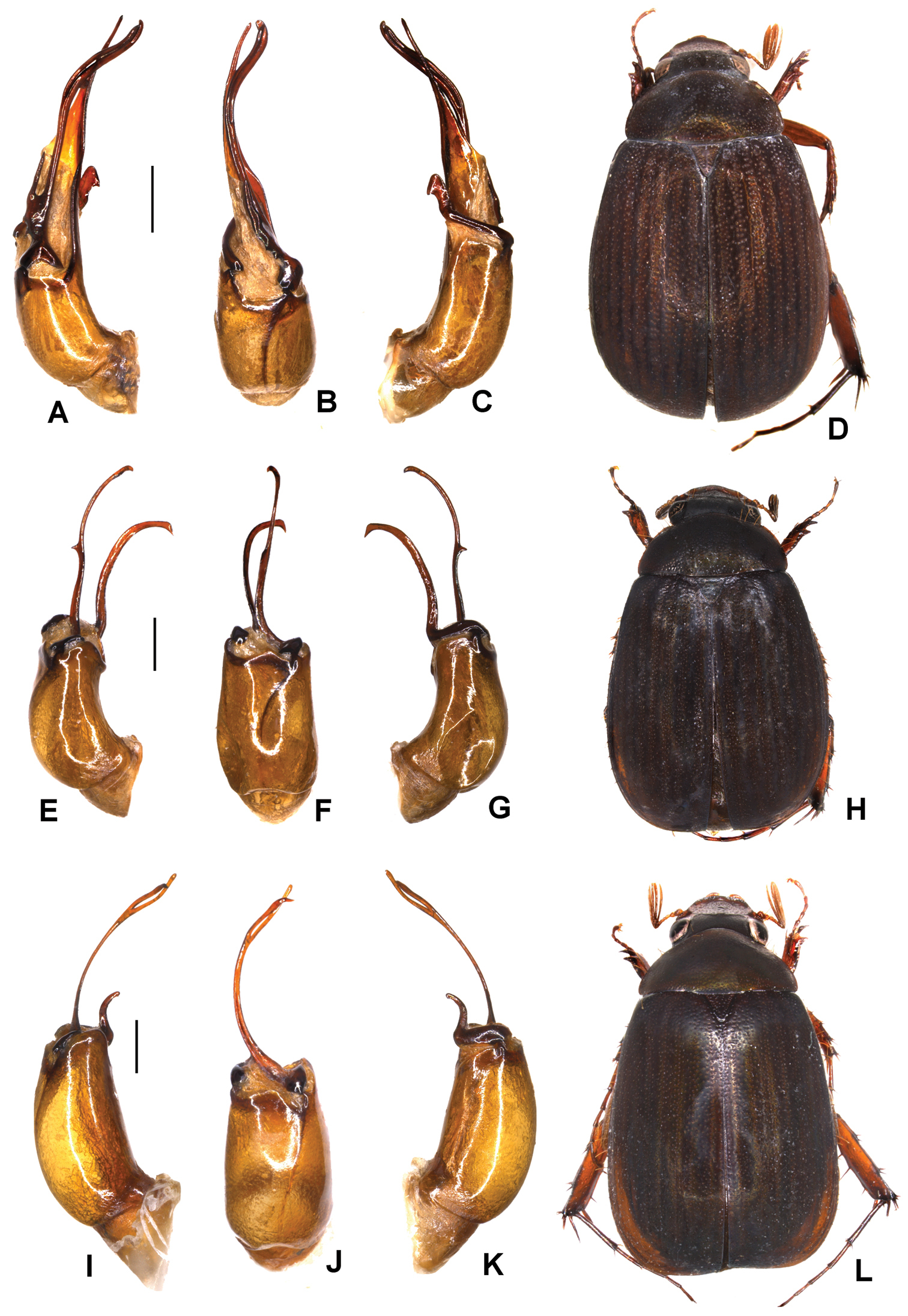
T. tanahrataensis, T. microspinosa, T. microfurcata
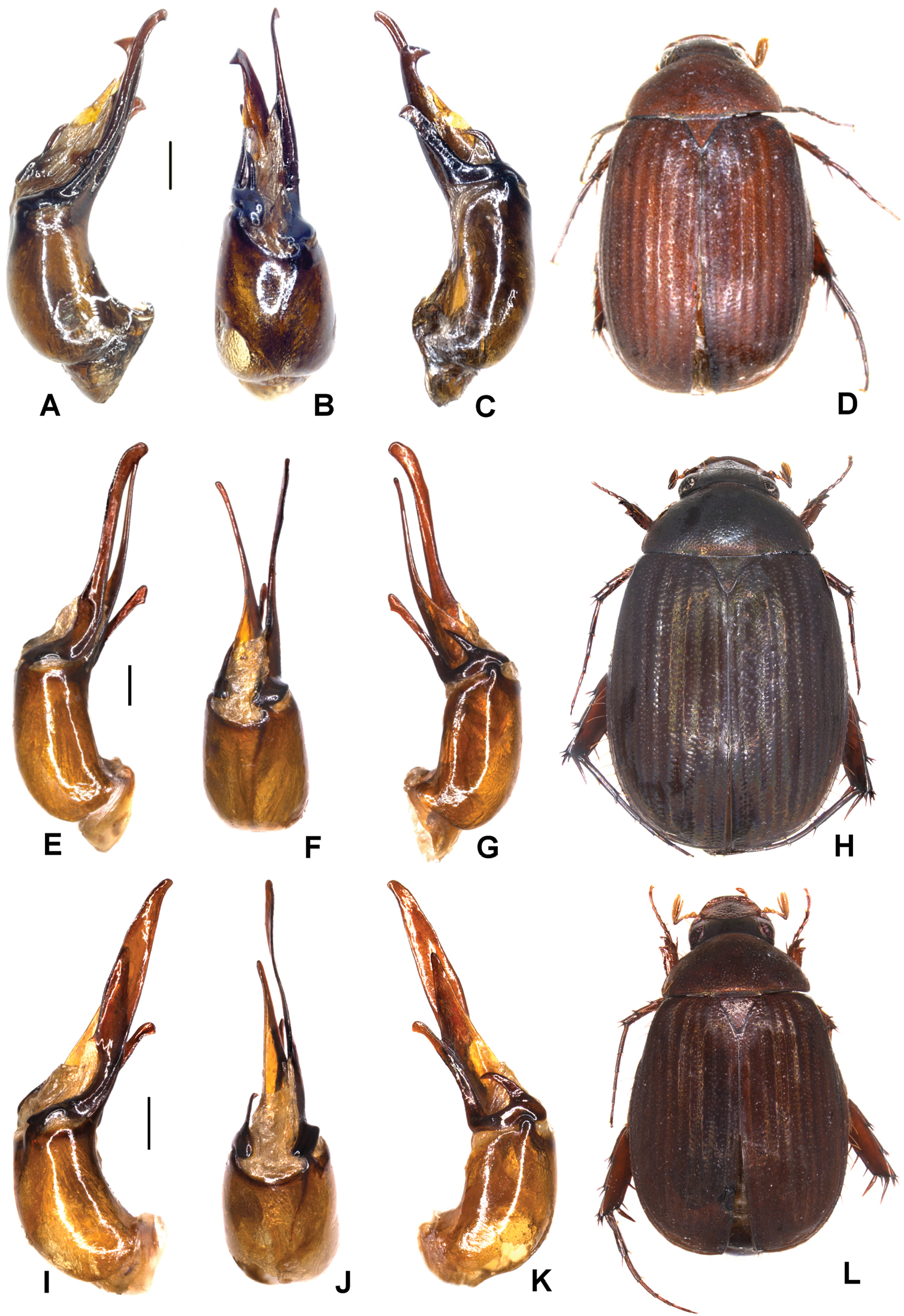
T. pingjiangensis, T. bolavensensis, T. nakaiensis
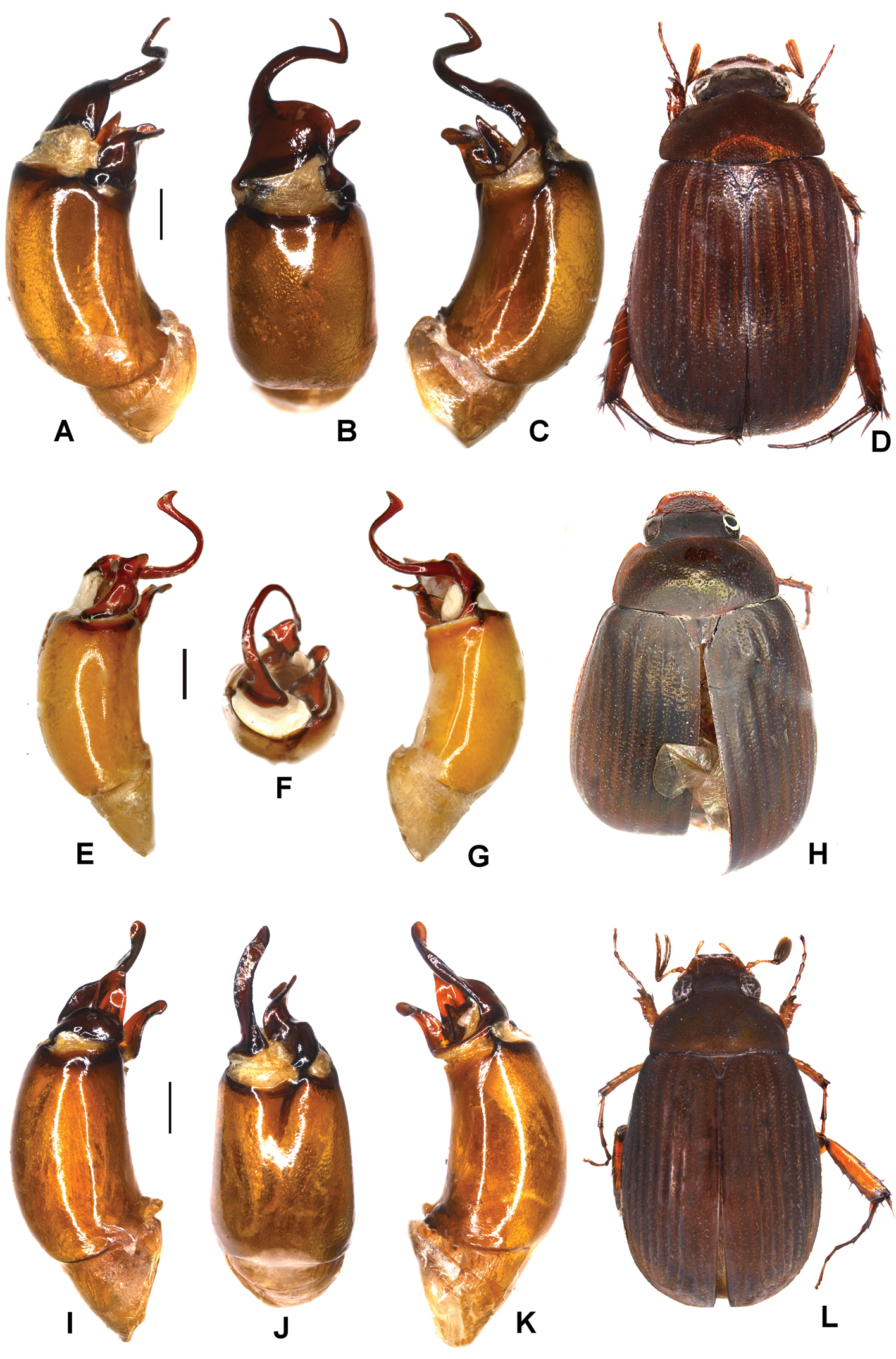
T. pseudoliangheensis, T. liangheensis, T. doisuthepensis
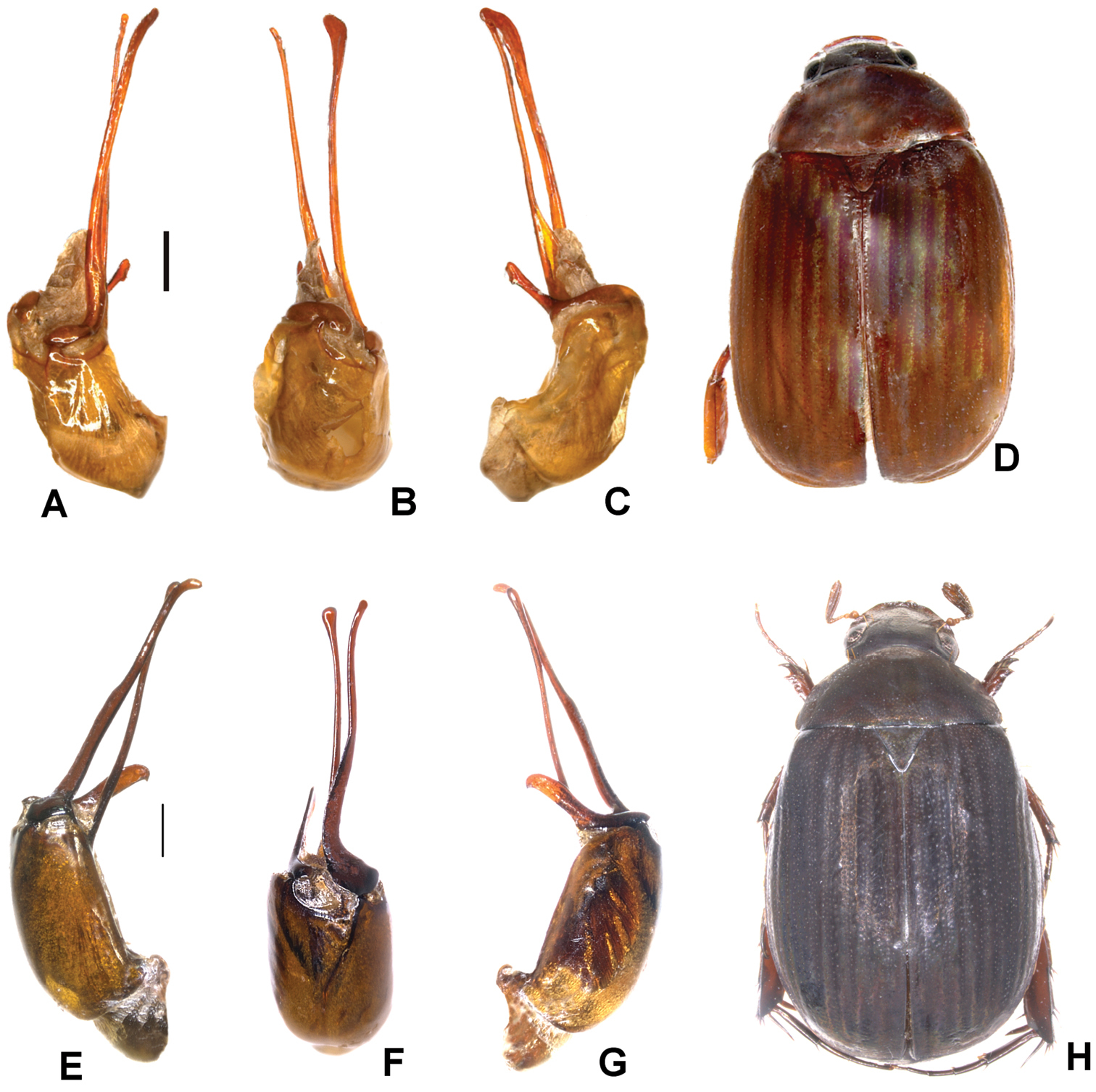
T. ruiliensis, T. pseudoruiliensis
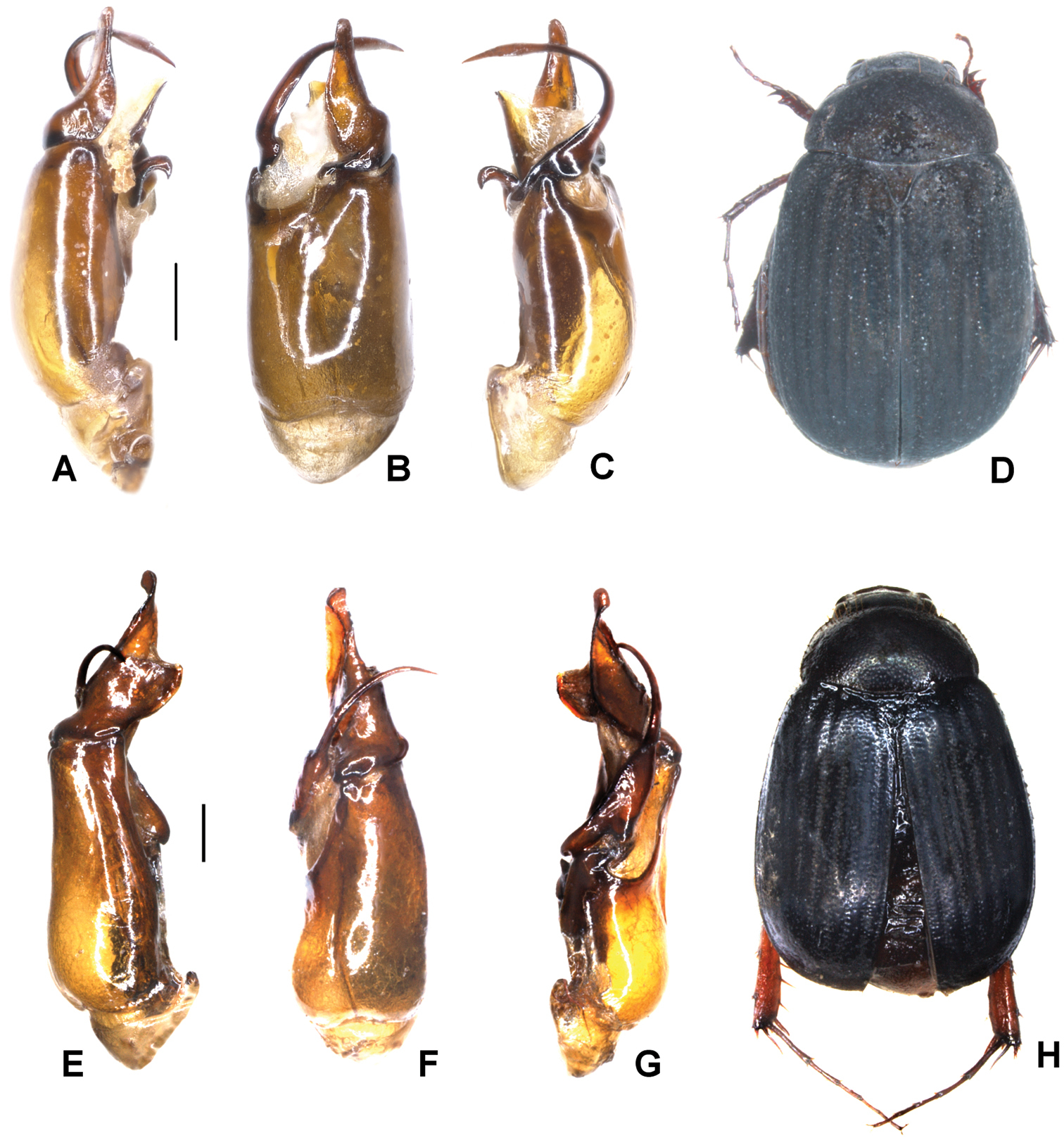
T. falciforceps, T. olegi
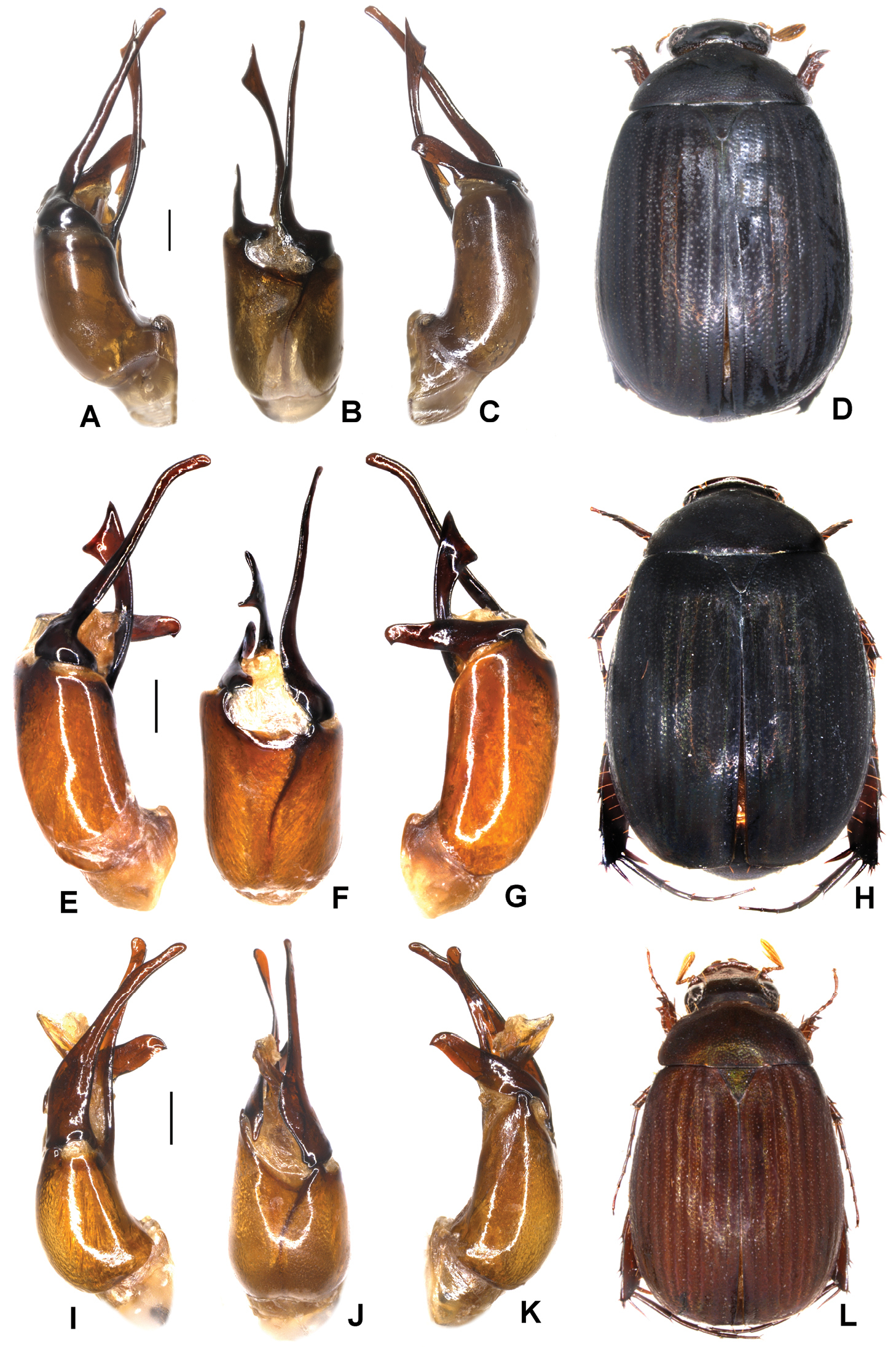
T. vari, T. constanti, T. vientianeensis

## Систематика
Известно около 160 видов. Tetraserica был впервые выделен в 2004 году немецким энтомологом Дирком Аренсом на основании типового вида Neoserica gestroi Brenske, 1898 и включал только 8 видов. Однако, позднее было описано более 100 новых для науки видов. Род входит в состав трибы Sericini из подсемейства хрущей (Scarabaeidae). Tetraserica отличается от двух близкородственных родов Microserica Brenske, 1894 и Trioserica Moser, 1922 отсутствием вентрального киля на гипомероне. От Microserica род Tetraserica также отличается отсутствием полового диморфизма пигидия, а от Trioserica — двузубчатой передней голенью. В отличие от Microserica, виды Tetraserica активны ночью и привлекаются светом.
- Tetraserica allochangshouensis Fabrizi, Dalstein & Ahrens, 2019[2]
- Tetraserica allomengeana Fabrizi, Dalstein & Ahrens, 2019[2]
- Tetraserica allosejugata Fabrizi, Dalstein & Ahrens, 2019
- Tetraserica angkhangensis Kobayashi, 2017[7]
- Tetraserica angkorthomensis Fabrizi, Dalstein & Ahrens, 2019
- Tetraserica angkorwatensis Fabrizi, Dalstein & Ahrens, 2019[2]
- Tetraserica anhuaensis Liu, Fabrizi, Bai, Yang & Ahrens, 2014[6]
- Tetraserica appendiculata  Fabrizi, Dalstein & Ahrens, 2019
- Tetraserica auriculata  Fabrizi, Dalstein & Ahrens, 2019
- Tetraserica bachmaensis  Fabrizi, Dalstein & Ahrens, 2019
- Tetraserica banhuaipoensis  Fabrizi, Dalstein & Ahrens, 2019
- Tetraserica bankrang  Ahrens, 2023
- Tetraserica bansanpakiana  Fabrizi, Dalstein & Ahrens, 2019
- Tetraserica bartolozzii  Ahrens, 2023
- Tetraserica bendai  Ahrens & Fabrizi, 2016
- Tetraserica bolavensensis  Fabrizi, Dalstein & Ahrens, 2019
- Tetraserica brahmaputrae  Ahrens, 2004[5]
- Tetraserica breviforceps  Fabrizi, Dalstein & Ahrens, 2019
- Tetraserica cattienensis  Fabrizi, Dalstein & Ahrens, 2019
- Tetraserica champassakana  Fabrizi, Dalstein & Ahrens, 2019
- Tetraserica changjiangensis  Liu, Fabrizi, Bai, Yang & Ahrens, 2014
- Tetraserica changshouensis  Liu, Fabrizi, Bai, Yang & Ahrens, 2014
- Tetraserica chiangdaoensis  Kobayashi, 2017
- Tetraserica constanti  Fabrizi, Dalstein & Ahrens, 2019
- Tetraserica crenatula  Ahrens & Fabrizi, 2009
- Tetraserica cucphongensis  Fabrizi, Dalstein & Ahrens, 2019
- Tetraserica curviforceps  Fabrizi, Dalstein & Ahrens, 2019
- Tetraserica damaidiensis  Liu, Fabrizi, Bai, Yang & Ahrens, 2014
- Tetraserica daqingshanica  Liu, Fabrizi, Bai, Yang & Ahrens, 2014
- Tetraserica desalvazzai  Fabrizi, Dalstein & Ahrens, 2019
- Tetraserica disoccupata  Ahrens, 2004[5]
- Tetraserica doiphukhaensis  Fabrizi, Dalstein & Ahrens, 2019
- Tetraserica doipuiensis  Fabrizi, Dalstein & Ahrens, 2019
- Tetraserica doisangensis  Kobayashi, 2017
- Tetraserica doisuthepensis  Fabrizi, Dalstein & Ahrens, 2019
- Tetraserica dongnaiensis  Fabrizi, Dalstein & Ahrens, 2019
- Tetraserica fabriziae  Liu, Li & Ahrens, 2023
- Tetraserica falciforceps  Fabrizi, Dalstein & Ahrens, 2019
- Tetraserica falciformis  Fabrizi, Dalstein & Ahrens, 2019
- Tetraserica feresiantarensis  Fabrizi, Dalstein & Ahrens, 2019
- Tetraserica ferrugata  (Blanchard, 1850)
- Tetraserica fikaceki  Liu, Fabrizi, Bai, Yang & Ahrens, 2014
- Tetraserica filiforceps  Fabrizi, Dalstein & Ahrens, 2019
- Tetraserica finociliata  Fabrizi, Dalstein & Ahrens, 2019
- Tetraserica fulleri  Fabrizi, Dalstein & Ahrens, 2019
- Tetraserica geiserae  Fabrizi, Dalstein & Ahrens, 2019
- Tetraserica gestroi  (Brenske, 1898)
- Tetraserica gialaiensis  Pham & Ahrens, 2023
- Tetraserica giulianae  Fabrizi, Dalstein & Ahrens, 2019
- Tetraserica gressitti  (Frey, 1972)
- Tetraserica hilaris  Ahrens & Fabrizi, 2009
- Tetraserica hongheensis  Ahrens, 2021
- Tetraserica hornburgi  Ahrens, 2023
- Tetraserica hubleyi  Ahrens, 2023
- Tetraserica impar  Ahrens & Fabrizi, 2016
- Tetraserica infida  Fabrizi, Dalstein & Ahrens, 2019
- Tetraserica jakli  Fabrizi, Dalstein & Ahrens, 2019
- Tetraserica jinghongensis  Liu, Fabrizi, Bai, Yang & Ahrens, 2014
- Tetraserica khaosoidaoensis  Fabrizi, Dalstein & Ahrens, 2019
- Tetraserica khemoi  Ahrens, 2023
- Tetraserica kiriromensis  Fabrizi, Dalstein & Ahrens, 2019
- Tetraserica koi  Fabrizi, Dalstein & Ahrens, 2019
- Tetraserica kollae  Fabrizi, Dalstein & Ahrens, 2019
- Tetraserica konchurangensis  Fabrizi, Dalstein & Ahrens, 2019
- Tetraserica kontumensis  Fabrizi, Dalstein & Ahrens, 2019
- Tetraserica laotica  (Frey, 1972)
- Tetraserica latefemorata  Kobayashi, 2017
- Tetraserica leishanica  Liu, Fabrizi, Bai, Yang & Ahrens, 2014
- Tetraserica liangheensis  Liu, Fabrizi, Bai, Yang & Ahrens, 2014
- Tetraserica linaoshanica  Liu, Fabrizi, Bai, Yang & Ahrens, 2014
- Tetraserica loeiensis  Fabrizi, Dalstein & Ahrens, 2019
- Tetraserica longipenis  Liu, Fabrizi, Bai, Yang & Ahrens, 2014
- Tetraserica longzhouensis  Liu, Fabrizi, Bai, Yang & Ahrens, 2014
- Tetraserica lucai  Fabrizi, Dalstein & Ahrens, 2019
- Tetraserica maerimensis  Kobayashi, 2018
- Tetraserica maoershanensis  Ahrens, Liu & Fabrizi, 2014
- Tetraserica margheritae  Fabrizi, Dalstein & Ahrens, 2019
- Tetraserica masumotoi  Kobayashi, 2017
- Tetraserica matsumotoi  Kobayashi, 2017
- Tetraserica mengeana  Liu, Fabrizi, Bai, Yang & Ahrens, 2014
- Tetraserica menglongensis  Liu, Fabrizi, Bai, Yang & Ahrens, 2014
- Tetraserica microfurcata  Fabrizi, Dalstein & Ahrens, 2019
- Tetraserica microspinosa  Fabrizi, Dalstein & Ahrens, 2019
- Tetraserica miniatula  (Moser, 1915)
- Tetraserica multiangulata  Fabrizi, Dalstein & Ahrens, 2019
- Tetraserica nahaeoensis  Fabrizi, Dalstein & Ahrens, 2019
- Tetraserica nakaiensis  Fabrizi, Dalstein & Ahrens, 2019
- Tetraserica namnaoensis  Fabrizi, Dalstein & Ahrens, 2019
- Tetraserica neouncinata  Fabrizi, Dalstein & Ahrens, 2019
- Tetraserica nonglomensis  Fabrizi, Dalstein & Ahrens, 2019
- Tetraserica nussi  Fabrizi, Dalstein & Ahrens, 2019
- Tetraserica olegi  Fabrizi, Dalstein & Ahrens, 2019
- Tetraserica pahinngamensis  Fabrizi, Dalstein & Ahrens, 2019
- Tetraserica pailinensis  Fabrizi, Dalstein & Ahrens, 2019
- Tetraserica parasetuliforceps  Fabrizi, Dalstein & Ahrens, 2019
- Tetraserica paratonkinensis  Fabrizi, Dalstein & Ahrens, 2019
- Tetraserica pellingana  Ahrens, 2021
- Tetraserica petrpacholatkoi  Fabrizi, Dalstein & Ahrens, 2019
- Tetraserica phamanhi  Pham & Ahrens, 2023
- Tetraserica phatoensis  Fabrizi, Dalstein & Ahrens, 2019
- Tetraserica phoupaneensis  Fabrizi, Dalstein & Ahrens, 2019
- Tetraserica phukradungensis  Fabrizi, Dalstein & Ahrens, 2019
- Tetraserica pingjiangensis  Liu, Fabrizi, Bai, Yang & Ahrens, 2014
- Tetraserica pluriuncinata  Fabrizi, Dalstein & Ahrens, 2019
- Tetraserica pseudoliangheensis  Fabrizi, Dalstein & Ahrens, 2019
- Tetraserica pseudoruiliensis  Fabrizi, Dalstein & Ahrens, 2019
- Tetraserica pseudouncinata  Fabrizi, Dalstein & Ahrens, 2019
- Tetraserica qifengshanensis  Ahrens, 2021
- Tetraserica quadriforceps  Fabrizi, Dalstein & Ahrens, 2019
- Tetraserica quadrifurcata  Fabrizi, Dalstein & Ahrens, 2019
- Tetraserica ribai  Fabrizi, Dalstein & Ahrens, 2019
- Tetraserica romae  Fabrizi, Dalstein & Ahrens, 2019
- Tetraserica rubrithorax  Fabrizi, Dalstein & Ahrens, 2019
- Tetraserica rufimargo  Ahrens & Fabrizi, 2016
- Tetraserica ruiliana  Liu, Fabrizi, Bai, Yang & Ahrens, 2014
- Tetraserica ruiliensis  Ahrens, Liu & Fabrizi, 2014
- Tetraserica rungbongensis  Ahrens, 2004[5]
- Tetraserica sapana  Fabrizi, Dalstein & Ahrens, 2019
- Tetraserica satura  (Brenske, 1898)
- Tetraserica schneideri  Ahrens, 2004[5]
- Tetraserica sculptilis  Liu, Fabrizi, Bai, Yang & Ahrens, 2014
- Tetraserica sejugata  (Brenske, 1898)
- Tetraserica semidamadiensis  Fabrizi, Dalstein & Ahrens, 2019
- Tetraserica semikontumensis  Pham & Ahrens, 2023
- Tetraserica semipingjiangensis  Fabrizi, Dalstein & Ahrens, 2019
- Tetraserica semiruiliensis  Fabrizi, Dalstein & Ahrens, 2019
- Tetraserica semishanensis  Fabrizi, Dalstein & Ahrens, 2019
- Tetraserica senohi  Kobayashi, 2018
- Tetraserica setuliforceps  Fabrizi, Dalstein & Ahrens, 2019
- Tetraserica shanensis  Fabrizi, Dalstein & Ahrens, 2019
- Tetraserica shangsiensis  Liu, Fabrizi, Bai, Yang & Ahrens, 2014
- Tetraserica shunbiensis  Liu, Fabrizi, Bai, Yang & Ahrens, 2014
- Tetraserica siantarensis  (Moser, 1922)
- Tetraserica sigulianshanica  Liu, Fabrizi, Bai, Yang & Ahrens, 2014
- Tetraserica smetsi  Fabrizi, Dalstein & Ahrens, 2019
- Tetraserica soppongana  Fabrizi, Dalstein & Ahrens, 2019
- Tetraserica spanglerorum  Fabrizi, Dalstein & Ahrens, 2019
- Tetraserica spinicrus  (Frey, 1972)
- Tetraserica spinotibialis  Fabrizi, Dalstein & Ahrens, 2019
- Tetraserica sraeken  Ahrens, 2023
- Tetraserica subrotundata  Fabrizi, Dalstein & Ahrens, 2019
- Tetraserica takahashii  Kobayashi, 2017
- Tetraserica takakuwai  Ahrens, 2022
- Tetraserica tanahrataensis  Fabrizi, Dalstein & Ahrens, 2019
- Tetraserica thainguyensis  Fabrizi, Dalstein & Ahrens, 2019
- Tetraserica tianchiensis  Liu, Fabrizi, Bai, Yang & Ahrens, 2014
- Tetraserica tonkinensis  (Moser, 1908)
- Tetraserica trilobiforceps  Fabrizi, Dalstein & Ahrens, 2019
- Tetraserica ululalatensis  Fabrizi, Dalstein & Ahrens, 2019
- Tetraserica umphangensis  Fabrizi, Dalstein & Ahrens, 2019
- Tetraserica uncinata  Ahrens & Fabrizi, 2016
- Tetraserica univestris  Ahrens & Fabrizi, 2016
- Tetraserica vari  Fabrizi, Dalstein & Ahrens, 2019
- Tetraserica veliformis  Fabrizi, Dalstein & Ahrens, 2019
- Tetraserica vientianeensis  Fabrizi, Dalstein & Ahrens, 2019
- Tetraserica vietnamensis  (Frey, 1969)
- Tetraserica wandingensis Liu, Fabrizi, Bai, Yang & Ahrens, 2014[6]
- Tetraserica wangtongensis Liu, Fabrizi, Bai, Yang & Ahrens, 2014
- Tetraserica wapiensis (Frey, 1972)
- Tetraserica weigeli Ahrens, 2023
- Tetraserica wiangpapaoana Kobayashi, 2017
- Tetraserica xichouensis Liu, Fabrizi, Bai, Yang & Ahrens, 2014
- Tetraserica xiengkhouangensis Fabrizi, Dalstein & Ahrens, 2019[2]
- Tetraserica yaoanica Liu, Fabrizi, Bai, Yang & Ahrens, 2014
- Tetraserica yaoquensis Liu, Fabrizi, Bai, Yang & Ahrens, 2014[6]
- Tetraserica yongbelar Ahrens, 2023
- Tetraserica yucheni Liu, Li & Ahrens, 2023